# Черноземский, Владо
Величко Димитров Керин, известный под именами Владо Георгиев Черноземский, Владо Димитров Черноземский и Владо Шофёр (болг. Владо Шофьора; 19 октября 1897, село Каменица, Болгария — 10 октября 1934, Марсель, Франция) — болгарский революционер, член Внутренней македонской революционной организации, ответственный за террористические акты и политические убийства, убийца короля Югославии Александра I Карагеоргиевича.

## Биография
Владо Черноземски родился в 1897 году, в семье Димитра Керина и Рисы Балтаджиевой в Каменице. Его родители также родились в этой деревне. Получил начальное образование в родной Каменице (сегодня это город Велинград). Участвовал в Первой Мировой войне в частях инженерных войск. В 1919 году демобилизовался из армии. Через год женился, от этого брака в 1923 году у него родилась дочь Латинка. В 1925 году развёлся, позже женился снова и жил в Софии вплоть до 1932 года, работал часовщиком и шофёром.
Владо Черноземский стал членом ВМРО в 1922 году, в Кюстендиле, и состоял в чете воеводы Ивана Бырлё.
По некоторым свидетельствам, Владо проявил инициативу, предложив пожертвовать собой, войдя в Зал заседаний Лиги Наций и затем подорвав себя — для обращения внимания мирового сообщества на македонский вопрос.
В составе различных чет ВМРО Владо участвовал в более чем 15 стычках с югославской полицией и жандармерией. Прославился хладнокровием и хорошей боевой подготовкой.
Выполнял особо важные поручения Ванчо Михайлова, в частности, убийство представителя БКП и бывшего члена ВМОРО Димо Хаджидимова. В 1924 году Софийский окружной суд приговорил его к смертной казни, но приговор не был приведён в исполнение, а в 1925-м Черноземский совершил побег во время конвоирования. В 1930 году, вновь по заданию В. Михайлова, Владо убил Наума Томалевского — функционера ВМРО. После того как Черноземский повторно был приговорён к смерти, в 1932 году его высочайше помиловал царь Борис III.

### Убийство Александра I Югославского
После освобождения в 1932 году, Владо исчез. Он тайно отправился в Италию, где стал инструктором в специальном лагере усташей в Боргеторо, а после — этого и на усташской базе Янка-Пуста в Венгрии.
9 октября 1934 года в Марселе Владо Черноземский застрелил короля Югославии Александра I Карагеоргиевича и ранил французского генерала Жоржа. В суматохе французская полиция застрелила министра иностранных дел Франции Луи Барту. Получив множественные ранения от охраны короля, Черноземский скончался в тюрьме, спустя сутки после покушения (ему не была оказана медицинская помощь), и был тайно захоронен в неизвестном месте.
После Второй мировой войны появились свидетельства, что покушение было организовано абвером (операция «Тевтонский меч»). Главным координатором операции был назван помощник германского военного атташе в Париже, капитан Генерального штаба Ханс Шпайдель. Однако Ванчо Михайлов начисто отрицал немецкий след в покушении.